# Liste der Bodendenkmale in Coswig (Sachsen)
In der Liste der Bodendenkmale in Coswig sind die Bodendenkmale der Stadt Coswig und ihrer Ortsteile nach dem Stand der Auflistung von Harald Quietzsch und Heinz Jacob aus dem Jahr 1982 aufgelistet. Eventuelle Änderungen und Ergänzungen, insbesondere aus der Zeit nach der Wende, sind nicht berücksichtigt, da für Sachsen aktuell keine neueren allgemein zugänglichen Bodendenkmallisten vorliegen. Die Baudenkmale sind in der Liste der Kulturdenkmale in Coswig (Sachsen) aufgeführt.
| Denkmal-ID | Fundart             | Ortsteil  | Bezeichnung                                    | Zeitstellung | Lage | Bemerkungen | Bild |
| ---------- | ------------------- | --------- | ---------------------------------------------- | ------------ | --- | --- | ---- |
| ?          | Befestigung > Burg  | Coswig    | Wasserburg „Karrasburg“                        | Mittelalter  | im Ort, nordwestlich der alten Kirche                                                                                    | Trockengelegter Ringgraben mit Mauer erhalten, durch moderne Villa teilweise überbaut                                          |      |
| ?          | Grabmal > Grabhügel | Coswig    | vermutete Hügelgräber, Gruppe von ca. 10 Stück | Bronzezeit?  | nordöstlich des Orts, im Friedewald Abteilung 134, südlich des J-Wegs                                                    | flache Steinhügel, Schutz seit 18. Januar 1973                                                                                 |      |
| ?          | Grabmal > Grabhügel | Coswig    | vermutete Hügelgräber, Gruppe von ca. 6 Stück  | Bronzezeit?  | nordöstlich des Orts, im Friedewald Abteilung 148, westlich des X-Wegs, südwestlich der Einmündung des R-Wegs            | flache Steinhügel, Schutz seit 18. Januar 1973                                                                                 |      |
| ?          | Grabmal > Grabhügel | Coswig    | Gruppe von mindestens 4 Hügelgräbern           | Bronzezeit   | nordöstlich des Orts, im Friedewald Abteilung 137, auf einer Höhe südwestlich des X-Wegs                                 | Schutz seit 18. Januar 1973 |      |
| ?          | Grabmal > Grabhügel | Coswig    | Gruppe von über 20 Hügelgräbern                | Bronzezeit   | ostnordöstlich des Orts, im Friedewald Abteilung 157, nördlich des Gabelwegs und des Seerosenteichs                      | Steinhügel |      |
| ?          | Grabmal > Grabhügel | Coswig    | vermutete Hügelgräber, Gruppe von 3 Stück      | Bronzezeit?  | ostnordöstlich des Orts, im Friedewald, südlich der Kreuzung von Gabelweg und X-Weg, Schutz seit 18. Januar 1973         | Schutz seit 18. Januar 1973 |      |
| ?          | Grabmal > Grabhügel | Coswig    | Gruppe von ca. 150 Hügelgräbern                | Bronzezeit   | im südlichen Friedewald, Abteilungen 149, 150, 154, beiderseits des Gabelwegs, hauptsächlich zwischen L-Weg und Gabelweg | auf dem Gebiet der Gemeinden Coswig und Radebeul (Kötzschenbroda-Oberort), Schutz seit 30. Oktober 1972                        |      |
| ?          | Befestigung > Burg  | Sörnewitz | Wallanlage „Bosel“                             | Bronzezeit   | nordwestlich des Orts, Südspitze des Spaargebirges                                                                       | Abschnittsbefestigung mit Wall und vorgelagertem Graben, Schutz seit 6. Mai 1936, erneuert 9. Oktober 1957 und 1. Februar 1973 |      |